# Фордемберге-Гильдеварт, Фридрих
Фридрих Фордемберге-Гильдеварт, урожд. Фридрих Фордемберге (нем. Friedrich Vordemberge-Gildewart; 17 ноября 1899 г. Оснабрюк — 19 декабря 1962, Ульм) — немецкий художник, скульптор и писатель.

## Жизнь и творчество
Ф.Фордемберге начинал профессиональную деятельность как ученик столяра, у своего отца. В 1919 году он поступает в Высшую школу Ганновера, где изучает архитектуру, скульптуру и живопись. В это время художник сотрудничает с авангардистским журналом «Der Sturm».
В 1919—1922 годах Ф.Фордемберге-Гильдеварт создаёт абстрактные коллажи и барельефы, а с 1923 — и абстрактные картины. В Ганновере художник знакомится с такими мастерами живописи, как Курт Швиттерс, Оскар Шлеммер, Василий Кандинский, Ханс Арп. В 1924 году он в Ганновере же встречает Тео ван Дусбурга, под влиянием которого Фордемберге-Гильдеварт вступает в художественную группу «Де Стейл». В 1927 году Ф. Фордемберге-Гильдеварт, совместно с Швиттерсом, Гансом Ницшке, Карлом Буххейстером и Рудольфом Янсом основывают художественную группу «Абстрактный Ганновер», которая позиционирует себя как международное объединение экспрессионистов, футуристов, кубистов и конструктивистов. В 1932 году он становится членом группы «Абстракция-Творчество» (фр. Abstraction-Creation). Группа была создана в Париже художниками и скульпторами Наумом Габо, Антуаном Певзнером, Огюстом Эрбеном, Тео ван Дусбургом и Жоржем Вантонгерло.
В 1936 году художник приезжает в Берлин, в 1937 году эмигрирует в Швейцарию, а затем в Амстердам, где живёт до 1954 года. В нацистской Германии его работы были объявлены относящимися к «дегенеративному искусству». С 1954 по 1962 год мастер работает в Высшей художественной школе Ульма.
К творческому наследию Ф. Фордемберге-Гильдеварта относятся не только его картины, но и барельефы, коллажи и фотомонтаж. Работал он также как театральный художник, дизайнер помещений и мебели.
Вплоть до начала Второй мировой войны в 1939 году мастер участвовал в многочисленных международных художественных выставках в Париже, Лондоне и Нью-Йорке. Участник выставок современного искусства documenta І (1955) и documenta ІІ (1959) в Касселе.